# Dominikanerkapelle Viviers
Die Dominikanerkapelle Viviers, auch Kapelle Notre-Dame-du-Rhône genannt, ist ein Kirchenbau der Dominikaner am südöstlichen Ende des alten Stadtzentrums von Viviers im französischen Département Ardèche.

## Geschichte

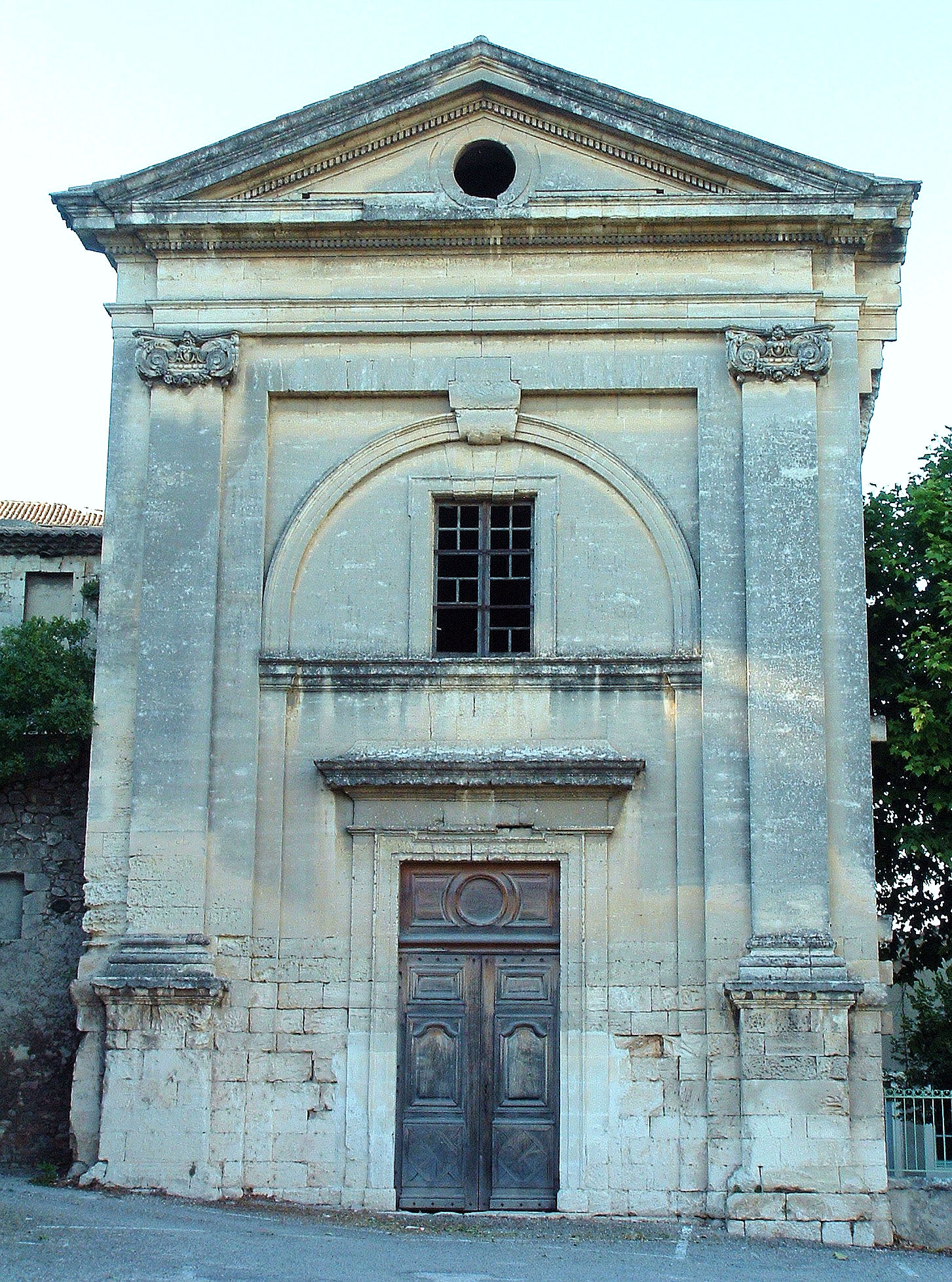
Dominikanerkapelle Viviers

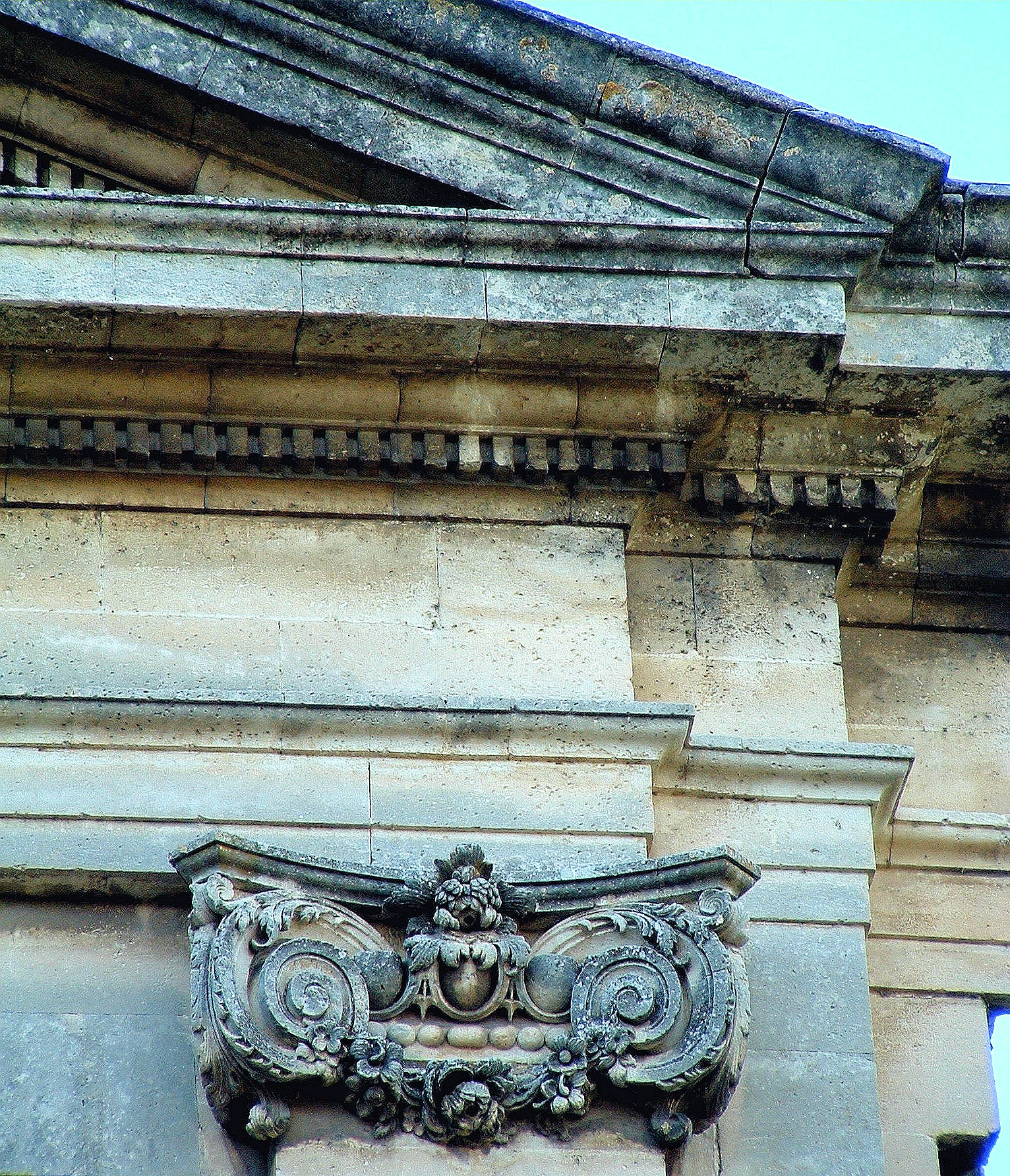
Front mit korinthischen Kapitellen

Die vom Architekten Jean-Baptiste Franque im Stil des klassizistischen Barocks entworfene Kapelle wurde zwischen 1734 und 1739 aus Kalkstein errichtet und erhielt das Patrozinium Notre Dame (Unsere Liebe Frau).
Das Gotteshaus steht seit dem 21. November 1967 unter Denkmalschutz.